# Wagenhausen
Wagenhausen es una comuna suiza del cantón de Turgovia, situada en el distrito de Frauenfeld. Limita al norte con las comunas de Ramsen (SH) y Hemishofen (SH), al este con Stein am Rhein (SH) y Eschenz, al sur con Hüttwilen y Oberstammheim (ZH) y al oeste con Unterstammheim (ZH) y Diessenhofen.
Hasta el 31 de diciembre de 2010 pertenecía al distrito de Steckborn.

## Transportes
Ferrocarril
Cuenta con una estación ferroviaria en la que efectúan parada trenes pertenecientes a las redes de cercanías S-Bahn San Galo y S-Bahn Zúrich.